# 왕상 (소공)
왕상(王賞, ? ~ ?)은 전한 말기의 관료로, 자는 소공(少公)이며 평원군 사람이다.

## 행적
하평 2년(기원전 27년), 한중태수에서 우부풍으로 승진하였으나 3년 후 면직되었다.

## 출전
- 반고, 《한서》 권19하 백관공경표 下

| 전임 왕창 | 전한의 우부풍 기원전 27년 ~ 기원전 24년 | 후임 견존 |